# Sabil Haseki Sultan

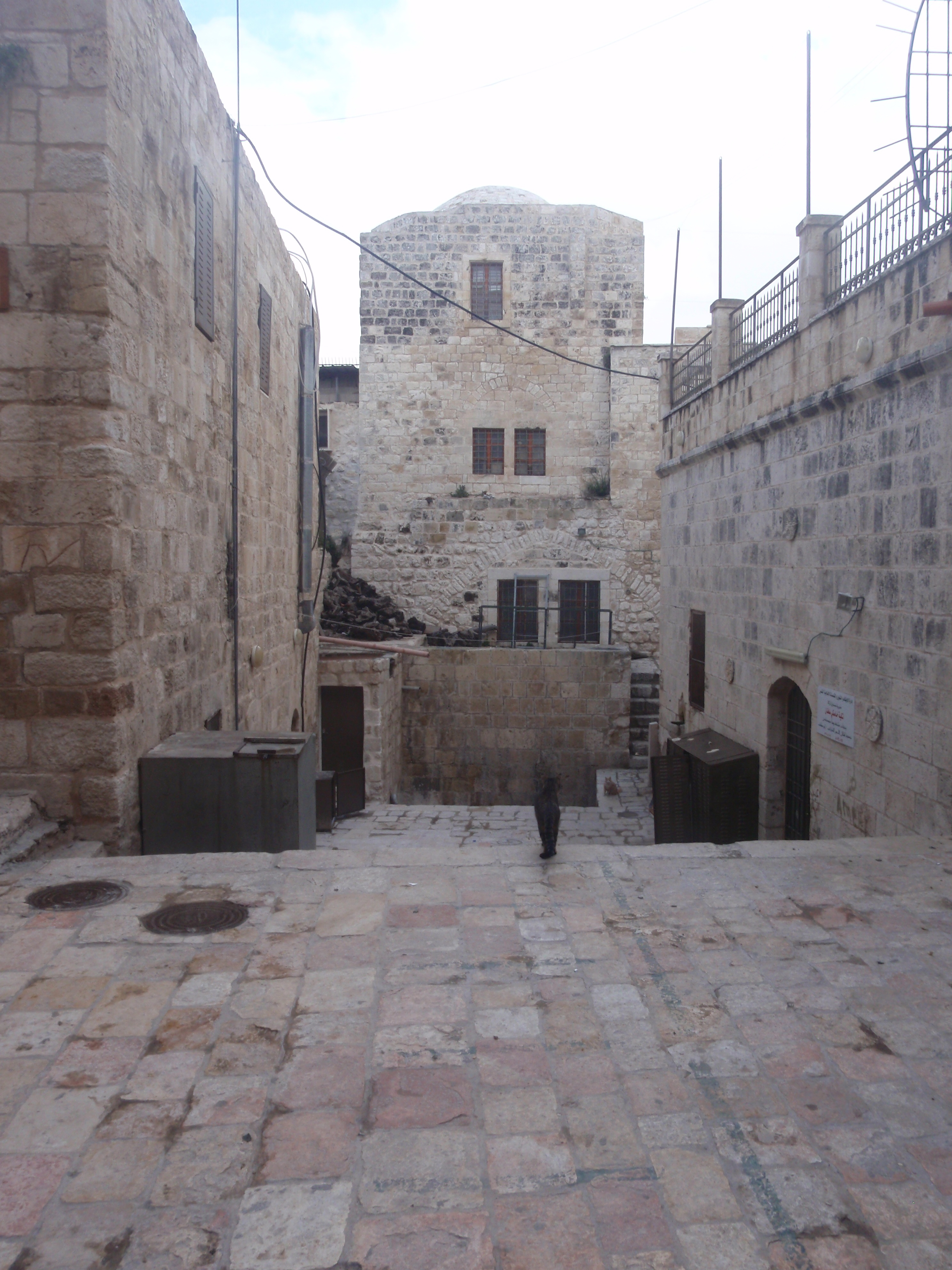
An der hinteren Mauer befindet sich der Sabil Haseki Sultan

Der Sabil Haseki Sultan (arabisch سبيل خاصکى سلطان, DMG Sabil Haseki Sultan) ist ein osmanischer Brunnen in der Altstadt Jerusalems.

## Name
Den Namen سبيل خاصکى سلطان, DMG Sabil Haseki Sultan erhielt der Brunnen (Sabil), weil er sich im Hof des Haseki-Sultan-Imaret befindet.
خاصکى سلطان İA Ḫāṣekī Sulṭān, deutsch ‚Favoritin, Lieblingsgemahlin‘ war der osmanische Titel der Hauptgemahlin des Sultans des Osmanischen Reichs Süleyman I. Ihr Name war Aleksandra Lisowska, genannt Roxelane.
Sie war die Stifterin und befahl den Bau dieser Einrichtung.

## Geographie
Der Sabil Haseki Sultan⊙ befindet sich im Muslimischen Viertel von Jerusalem.
Er liegt im Innenhof des Haseki-Sultan-Imaret.
Das Haseki Sultan Imaret⊙ steht auf der Südseite der Aqbat at-Takija, 80 m westlich ihrer Einmündung in die al-Wad-Straße.
Der Nordeingang des Haseki-Sultan-Imaret befindet sich in der Straße Aqabat al-Takiyya⊙. Der Südeingang liegt in der Straße Aqabat al-Saraya (deutsch: Platz des Regierenden)⊙.

## Beschreibung
Der Sabil befindet sich im Innenhof am Ende einer breiten nach unten führenden Treppe.
Er hat 4 Wasserhähne in flachen Marmor-Nischen, die in eine Mauer eingelassen sind.
Diese Marmornischen sind die einzigen Verzierungen dieses Sabils.
Hinter der Mauer befindet sich eine Zisterne, deren Höhe über zwei Stockwerke reicht.
Der Sabil hat keine Inschrift.

## Wasserversorgung
Der Brunnen wurde aus der hinter ihm liegenden Zisterne versorgt.
Man nimmt an, dass diese Zisterne 14.500 Liter Wasser fasste.
Für die Zisterne wurde Regenwasser gesammelt.
Außerdem gab es einen Kanal vom Sultan-Becken zu dieser Zisterne.
Ein weiterer Kanal verband diese Zisterne mit dem Sabil an-Nazir.

## Geschichte
Der Sabil Haseki Sultan wurde 1552 zusammen mit dem Haseki-Sultan-Imaret gebaut.
Er wurde als Sabil-Kuttab gebaut, d. h. als Brunnen in Verbindung mit einer Koranschule.
Er hatte eine Wasserentnahmemöglichkeit im oberen Stockwerk, wo sich die Schule befand.
Die unteren vier Wasserhähne am Ende der Treppe dienten als Wasserspender für die Öffentlichkeit.
Er war Teil eines größeren Systems von etwa einem Dutzend Brunnen, die während der osmanischen Periode gebaut wurden.
Diese Brunnen wurden entlang des Pilgerweges zum Haram und nahe seiner Tore angelegt.
Sie versorgten die Einwohner und die Pilger kostenlos mit Trinkwasser.